# Aloe tricolor
Aloe tricolor é uma espécie de liliopsida do gênero Aloe, pertencente à família Asphodelaceae.